# Kauers Wittmoor
Das Kauers Wittmoor ist ein Naturschutzgebiet in der niedersächsischen Gemeinde Wistedt in der Samtgemeinde Tostedt im Landkreis Harburg.

## Allgemeines
Das Naturschutzgebiet mit dem Kennzeichen NSG LÜ 097 ist rund 34 Hektar groß und nahezu deckungsgleich mit dem gleichnamigen, 33,36 Hektar großen FFH-Gebiet. Das Gebiet steht seit dem 16. Juni 1984 unter Naturschutz. Zuständige untere Naturschutzbehörde ist der Landkreis Harburg.

## Beschreibung
Das Naturschutzgebiet liegt südwestlich von Wistedt und grenzt im Norden an die B 75 und die Wohnbebauung von Wistedt. Hier ist eine ehemalige Sandgrube in das Naturschutzgebiet, das ansonsten ein kleines Moorgebiet am Rand der zur Osteniederung abfallenden Geest unter Schutz stellt, mit einbezogen. Das Naturschutzgebiet wird überwiegend von Moorvegetation wie feuchter Moorheide mit Glockenheide, Moorlilie, Lungenenzian, Weißes Schnabelried und verschiedenen Torfmoosen, Gagel- und Weidengebüschen und Bruchwäldern aus Birken und Kiefern geprägt. Es beherbergt auch das in Niedersachsen stark gefährdete Torfmoos-Knabenkraut. Auf trockeneren Standorten sind kleinflächig Magerrasen und Sandheide mit Besenheide zu finden. In der ehemaligen Sandgrube sind flache Tümpel zu finden. Hier siedelt Pioniervegetation mit Sumpfbärlapp. Im Naturschutzgebiet sind u. a. Kreuzotter und Enzian-Bläuling heimisch.
Insbesondere Flächen im mittleren Teil des Naturschutzgebietes werden als Grünland überwiegend extensiv genutzt. Sie sind Lebensraum verschiedener Heuschrecken- und Schmetterlings- und Vogelarten.
Das Gebiet wird über mehrere Gräben zur Oste entwässert.